# Internationaux de Strasbourg 1998
L'Internationaux de Strasbourg 1998 è stato un torneo di tennis giocato sulla terra rossa.
È stata la 12ª edizione del Internationaux de Strasbourg, che fa parte della categoria Tier III nell'ambito del WTA Tour 1998. Si è giocato a Strasburgo in Francia, dal 18 al 24 maggio 1998.

## Campionesse

### Singolare
Irina Spîrlea ha battuto in finale  Julie Halard-Decugis con il punteggio di 7–6, 6–3

### Doppio
Alexandra Fusai /  Nathalie Tauziat hanno battuto in finale  Yayuk Basuki /  Caroline Vis con il punteggio di 6–4, 6–3